# Железная дорога Тарту — Печоры
Железная дорога Тарту — Печоры — участок железной дороги в Эстонии и России, протяженностью 87,3 км. Была построена в 1931 году и связывает эстонский город Тарту с Печорами в России.
Для связи с железной дорогой Валга — Печоры в обход России к 2011 году был построен новый трёхкилометровый участок пути и станция Койдула на линии Валга — Печоры, после чего был демонтирован шестикилометровый участок железной дороги, непосредственно прилегающий к границе.
Железная дорога используется товарными поездами и пассажирскими поездами Elron.

## Пассажирские перевозки
По железной дороге Тарту — Печоры проходит линия рейсовых поездов с дизельным двигателем Тарту — Койдула. По состоянию на июнь 2015 году ежедневно в ходу две пары поездов. В летнее время поезда после Койдулы следует до станции Пиуза со сменой направления..